# Clusia diamantina
Clusia diamantina là một loài thực vật có hoa trong họ Bứa. Loài này được Bittrich mô tả khoa học đầu tiên năm 1996.